# Satyrus colini
Satyrus colini är en fjärilsart som beskrevs av Colin W. Wyatt 1952. Satyrus colini ingår i släktet Satyrus och familjen praktfjärilar. Inga underarter finns listade.